# Hababas
Hababas ókori egyiptomi felkelő volt, aki az alsó-egyiptomi Szaiszban élt az i. e. 4. században. Egyiptom első perzsa megszállása (i. e. 343–332) idején, i. e. 336–335 között – nem sokkal azelőtt, hogy Nagy Sándor meghódította volna Egyiptomot – ő és legidősebb fia felkelést vezettek a perzsák ellen. Lehetséges, hogy Egyiptom utolsó őslakos uralkodója, Nahthórhebit is segítette, de a felkelés kudarca az ő bukását is jelentette.
Hababasról keveset tudni. Uralkodói címeket vett fel, említik „a Két Föld ura”-ként, „Felső- és Alsó-Egyiptom királya”-ként és „Ré fia”-ként, melyek a szokásos fáraói titulatúra részei. Ptolemaiosz Lagidész, a későbbi I. Ptolemaiosz egy dekrétuma szerint Hababas a Szenenszetepenptah nevet viselte.
Az i. e. 330-as években egy Kambaszuten néven említett uralkodó – akiről széles körben elfogadott, hogy Hababassal azonos – meg akarta szállni a Kusita Királyságot, de Nasztaszen kusita király legyőzte. Nasztaszen erről beszámoló sztéléje ma Berlinben található. Szakkarából előkerült egy Ápisz-bika szarkofágja, amely említi a nevét és a 2. uralkodási évét.

## Fordítás
- Ez a szócikk részben vagy egészben  a   Khabash című angol Wikipédia-szócikk ezen változatának fordításán alapul.  Az eredeti cikk szerkesztőit annak laptörténete sorolja fel. Ez a jelzés csupán a megfogalmazás eredetét és a szerzői jogokat jelzi, nem szolgál a cikkben szereplő információk forrásmegjelöléseként.